# 牛寨乡
牛寨乡，是中华人民共和国云南省昭通市盐津县下辖的一个乡镇级行政单位。

## 行政区划
牛寨乡下辖以下地区：
安乐社区、牛寨村、万和村、敦厚村、牛塘村、河口村、新华村和龙茶村。